# Thynne
Thynne ist ein englischer Familienname.

## Namensträger
- Alexander Thynne (1932–2020), britischer Adliger, Politiker und Autor, siehe Alexander Thynn, 7. Marquess of Bath
- Alexander Thynne (1873–1918), britischer Politiker und Soldat
- Alice Thynne (um 1863–1942), britische Adlige, siehe Alice Shaw-Stewart
- Anna Thynne (1806–1866), britische Meeresbiologin
- Charles Thynne (um 1558–1652), englischer Politiker
- Edward Thynne (1807–1884), britischer Politiker
- George Thynne, 2. Baron Carteret (1770–1838), britischer Adliger und Politiker
- Henry Thynne, 1. Baronet (1615–1680), englischer Adliger
- Henry Thynne (Politiker, um 1644) (um 1644–1705), englischer Politiker und Höfling
- Henry Thynne (Politiker, 1675) (1675–1708), englischer Politiker
- Henry Thynne, 3. Marquess of Bath (Henry Frederick Thynne; 1797–1837), britischer Adliger und Politiker
- Henry Thynne (Politiker, 1832) (Henry Frederick Thynne; 1832–1904), britischer Politiker
- Henry Thynne, 6. Marquess of Bath (Henry Frederick Thynne; 1905–1992), britischer Adliger und Politiker
- Henry Frederick Thynne, 1. Baronet (1615–1680), englischer Politiker, siehe Henry Thynne, 1. Baronet
- Henry Frederick Thynne (1735–1826), britischer Adliger und Politiker, siehe Henry Carteret, 1. Baron Carteret
- Henry Frederick Thynne (1797–1837), britischer Adliger, Politiker und Marineoffizier, siehe Henry Thynne, 3. Marquess of Bath
- Henry Frederick Thynne (1832–1904), britischer Politiker und Höfling, siehe Henry Thynne (Politiker, 1832)
- Henry Frederick Thynne (1905–1992), britischer Adliger und Politiker, siehe Henry Thynne, 6. Marquess of Bath
- James Thynne (Politiker, 1605) (1605–1670), englischer Adliger und Politiker
- James Thynne (Politiker, 1644) (1644–1709), englischer Politiker
- Jane Thynne (* 1961), britische Journalistin und Schriftstellerin
- Joan Thynne († 1612), englische Adlige
- John Thynne (Politiker, um 1513) (1512/1515–1580), englischer Adliger und Politiker
- John Thynne (Politiker, 1555) (1555–1604), englischer Adliger und Politiker
- John Thynne, 3. Baron Carteret (1772–1849), britischer Adliger und Politiker
- John Thynne (Geistlicher) (1798–1881), britischer Geistlicher
- John Thynne, 4. Marquess of Bath (1831–1896), britischer Adliger und Diplomat
- John Thynne, Viscount Weymouth (1895–1916), britischer Adliger und Soldat
- Katherine Thynne (1653–1713), englische Adlige, siehe Katherine Lowther
- Maria Thynne (um 1578–1611), englische Adlige
- Reginald Thynne (1843–1926), britischer General
- Thomas Thynne (Politiker, vor 1566) (vor 1566–1625), englischer Politiker
- Thomas Thynne (Politiker, um 1578) (um 1578–1639), englischer Adliger und Politiker
- Thomas Thynne (Politiker, um 1610) (um 1610–1669), englischer Adliger und Politiker
- Thomas Thynne, 1. Viscount Weymouth (1640–1714), englischer Adliger und Politiker
- Thomas Thynne (Politiker, um 1648) (um 1648–1682), englischer Politiker
- Thomas Thynne, 2. Viscount Weymouth (1710–1751), britischer Adliger und Politiker
- Thomas Thynne, 1. Marquess of Bath (1734–1796), britischer Adliger und Politiker
- Thomas Thynne, 2. Marquess of Bath (1765–1837), britischer Adliger und Politiker
- Thomas Thynne, Viscount Weymouth (1796–1837), britischer Politiker
- Thomas Thynne, 5. Marquess of Bath (1862–1946), britischer Adliger und Politiker
- Ulric Thynne (1871–1957), englischer Offizier und Polospieler
- William Thynne (Herausgeber) (um 1500–1546), englischer Höfling und Herausgeber der Werke von Geoffrey Chaucer
- William Thynne (Politiker) (1803–1890), britischer Politiker